# Mange Schmidt
Bo Magnus "Mange" Schmidt, född 17 november 1973 i Malmö, är en svensk rappare.

## Karriär
Han blev först känd för sina svenskspråkiga covers på hiphop-klassiker. Exempelvis gjorde han The Notorious B.I.G.:s låt Warning till Varning och Diamond D & The Psychotic Neurotics Freestyle (Yo, Thats That Sh...) blev till Det här är sån skit. De samlades på albumet Greatest Hits (arbetsnamn Mange Schmidt blandar och ger) 2003. Sommaren 2006 fick han framgångar på topplistorna med singeln Glassigt och gjorde sin TV-debut 26 augusti i Sommarkrysset i TV4. Under hösten samma år kom albumet Samtidigt, i Stockholm och andrasingeln Vem e han?. 2007 gjorde Mange Schmidt med hjälp av Petter den nya låten Giftig och även den likt singeln "Glassigt" blev en stor succé.
Schmidt driver vid sidan av musiken en cateringfirma, framförallt inriktad på dryckeshantering, i Stockholm.
I slutet av september år 2009 släppte han sitt fjärde album Odenplan Stockholm 1988. I början på 2010 släppte han singeln "Wingman".

## Rättsfall
Dagen före Valborgsmässoafton 2012 greps Schmidt av polis för att ha urinerat utomhus bakom en buske i Uppsala; han ålades då en ordningsbot på 800 kronor som han vägrade betala. Uppsala tingsrätt friade honom för brottet. Domen överklagades till Svea hovrätt som fastställde friandet. Domen är av allmänintresse då den slår fast att det kan vara lagligt att urinera utomhus om det inte finns några andra alternativ och det inte går att visa att personen haft uppsåt till förargelseväckande beteende.

## Diskografi

### Album
- 2003 – Greatest Hits
- 2006 – Samtidigt, i Stockholm
- 2007 – Känslan Kommer Tillbaks
- 2009 – Odenplan Stockholm 1988
- 2013 – Ensam Bland Alla Vänner

### Singlar
- 2006 – Glassigt
- 2006 – Vem é han?, med Adiam
- 2007 – Giftig, med Petter
- 2007 – Jag talar ut
- 2008 – Gömma mig, med Ken Ring)
- 2008 – Inget att förlora
- 2009 – Vet att du förstår
- 2009 – Ledig
- 2010 – Wingman
- 2010 – Allvarligt talat, med Vanessa Falk
- 2010 – Flyter, med Wille Crafoord och Sofia Talvik
- 2012 – Flakhits (Lalala)
- 2012 – Leva livet nu, med Mogge
- 2013 – Maria
- 2017 - Heezahoe
- 2023 - Offerkofta